# Hemijska osobina
Hemijska osobina je svojstvo materijala koje dolazi do izražaja tokom hemijske reakcije. To je svojstvo koje se može odrediti samo pri promeni hemijskog identiteta supstance. Katalitička svojstva su takođe hemijske osobina, mada u tom slučaju ne dolazi promene unutrašnje strukture katalizatora. 
Za razliku od hemijskih osobina, fizičke osobine se mogu odrediti bez promene strukture supstanci. Za mnoge osobine u okviru fizičke hemije, i drugih disciplina na granici između hemije i fizike, razlika između hemijskih i fizičkih osobina može da bude stvar gledišta.
Hemijske osobine se mogu koristiti za formiranje hemijskih klasifikacija, koje mogu da budu korisne pri identifikaciji nepoznatih supstanci, kao i pri separaciji i prečišćavanju od drugih supstanci. U nauci o materijalima se hemijske osobine supstance uzimaju kao polazna tačka za njenu primenu.

## Primeri hemijskih osobina
- Toplota sagorevanja
- Entalpija formiranja
- Toksičnost
- Hemijska stabilnost u datoj sredini
- Zapaljivost
- Preferentna oksidaciona stanja
- Koordinacioni broj